# Nervová tkáň
Nervová tkáň je tkáň, jejíž základní vlastností je dráždivost, čili schopnost reagovat podrážděním na podněty různého charakteru, vést takto vzniklé vzruchy aferentně do centra a vhodně na ně reagovat. Vytváří centrální a periferní nervovou soustavu.
V těle živočichů má tato tkáň zvláštní postavení, protože spojuje všechny ostatní tkáně a orgány.
Nervovou tkáň tvoří:
- Nervové buňky (neurony)
- Neuroglie - buňky s podpůrnou, vyživovací a ochrannou funkcí

Nervové buňky i většina neuroglií pochází z neuroektodermu.